# Assassin's Creed II
Assassin's Creed II je historická hra vydaná v roce 2009 firmou Ubisoft. Děj se odehrává v Itálii, především ve Florencii a v Benátkách. Hlavní postavou tohoto pokračování je Ezio Auditore da Firenze.

## O hře
Na rozdíl od Altaïra má Ezio mnohem lepší výbavu: dvě skryté čepele (hidden blades), díky nimž může zabít dva nepřátele najednou. Další zbraní je poniard - rychlý, šikovný, smrtící. V boji zblízka byl poniard často nejužitečnější zbraní. Může být také použit pro rychlý, kradmý atentát. Další nám známou zbraní jsou vrhací nože, kterými je možné zabíjet na dálku. Následuje skrytá pistole, miniaturní a na svou dobu vysoce moderní střelná zbraň umístěná na zápěstí. Ezio též může využít meč, případně bojovou palici či kladivo. Pak jsou zde těžké zbraně - kopí, halapartny, palcáty, sekery a kladiva, které nelze vlastnit, jen je dočasně odcizit nepřátelům v boji. Po boji je Ezio odhodí, protože jsou natolik velké, že by ho omezovaly v pohybu. Ezio také pozná létající stroj, který mu vyrobil známý vynálezce Leonardo da Vinci. Tento stroj budete moci použít v průběhu jedné mise. Nutno podotknout, že Leonardo má ve hře podstatně velkou roli jako Eziův rádce a přítel. Leonardo taktéž pro Ezia luští stránky Assassínského kodexu - svitků, jenž napsal Eziův předek Altaïr s přístupem k znalostem Kousku ráje (podle reálií v druhém díle lze soudit, že artefakt nejenom že dokáže klamat lidskou mysl, ale zároveň obsahuje širokou databázi). Tyto svitky obsahují nejen informace o Assassínech, ale také plány spousty pokročilých zbraní (miniaturní pistole atd.) a Leonardo tyto vynálezy pak pro Ezia staví.
Titul nabízí více než 16 sekvencí, které hráč musí dokončit. Jelikož se životnost dobíjí pouze do určitého stupně, je variabilita a množství sekvencí pro každého hráče velkou výzvou. K dispozici jsou navíc rozsáhlé možnosti výběru zabijáckých metod tak, aby byla zajištěna nekončící akce skrze celou hru.

## Děj
Děj se odehrává na konci prvního dílu, kdy Lucy donutí Desmonda, aby si vlezl do Animu. Je celá od krve a Desmond netuší, co se děje. V Animu se Desmondovi zjeví vzpomínka na narození Ezia Auditore da Firenze. Poté se Lucy a Desmondovi podaří utéct na neznámé místo v Itálii. Tam se Desmond seznámí se svými novými kolegy Shaunem Hastingsem a Rebeccou Crayovou a následně se napojí do Animu. Nepokračuje ale v průzkumu života Altaira Ibn-la' Aháda, ale Ezia Auditore da Firenze. Ezio je mladý, sedmnáctiletý florentský syn bohatého bankéře Giovanniho Auditore. Jednoho rána uspořádá Ezio rvačku s Vierim de Pazzim, nepřítelem Eziovi rodiny. Po rvačce měl Ezio menší románek s Cristinou Vespucci (tehdejší nejkrásnější žena). Následujícího rána dostane Ezio pár úkolů od svého otce. Má roznést několik dopisů. Prostřednictvím své matky se taky setká s Leonardem da Vinci. Když se jednoho dne Ezio vrátí domů, najde svou sestru a matku schovávající se uvnitř. Jeho otec a oba bratři jsou zatčeni a odvedeni do Palazzo della Signoria. Eziovi se k nim podaří dostat , ale na záchranu už není čas. Giovanni řekne Eziovi, aby u nich doma našel dveře vedoucí do tajné místnosti. Tam Ezio najde starou asasínskou róbu, meč, zlomenou skrytou čepel a dopis, který byl adresován příteli Eziovy rodiny, Ubertu Albertovi. Uberto slíbil, že jeho rodina bude do rána osvobozena z vězení. Během toho si všiml také tajemného muže s kápí. Jenže když Ezio přijde na náměstí, jeho otec a bratři jsou falešně obviněni ze zrady a nakonec jsou před jeho očima oběšeni. Ezio tomu chce zabránit, ale je nucen utéct. Následujícího dne jde navštívit svou matku a sestru, které se ukrývají v nevěstinci. Tamní vedoucí, Paola, je bývalá asasínka, která naučí Ezia, jak splynout s davem nebo jak krást. Poté si zajde za Leonardem opravit svou zlomenou čepel. O den později dostane šanci zabít Uberta Albertiho. To se mu podaří a získá od něj dopis, v němž je seznam všech, kteří se podíleli na smrti jeho otce a bratrů.
Poté Ezio odjede i s rodinou za svým strýcem Mariem do Monteriggioni. Při cestě jsou přepadeni oddílem vojáků vedeným Vierim de Pazzi. Vieri se Ezia pokusí zabít, ale na poslední chvíli mu přijde na pomoc Márius se svými žoldnéři. Ti pobijí vojáky, ale Vierimu se podaří utéct. Mário poté přivítá Ezia ve své vile, kde jej naučí bojovat, protože Mário plánuje zabít Vieriho, ale Ezio chce odplout do Španělska.Tím naštve Mária, který za ním přijede do San Gimignano. Tam Ezio najde Vieriho, zavraždí ho a najde u něj kodexovou stránku. Po jeho smrti se Ezio vrátí do Monteriggioni. Tam mu Mário vysvětlí, jaký význam mají tyto kodexové stránky a obeznámí ho s legendární Altairovu zbrojí. Aby k ní získal přístup, potřebuje 6 klíčů, které jsou rozprostřeny po celé Itálii. Poté Ezio odjede do Florencie, kde se sejde s Leonardem, který mu pomocí kodexu vyrobí ještě jednu skrytou čepel a naučí nové techniky jako vzdušné zabití či zabití z úkrytu. Později jde Ezio na Leonardovu radu na tržiště, kde chce najít La Volpa (Lišáka), jelikož ví o tajném templářském setkání pod Santa Maria Novella. Ezio se dostane do katakomb, kde tajně odposlechne jejich rozhovor a dozví se, že templáři plánují atentát na Lorenza di Medici, vládce Florencie. Následující ráno (26. dubna 1478) se na náměstí u Duomo koná slavnostní průvod. Ezio se tam snaží najít templáře. To bohužel nestihne a Lorenzova bratra mezitím zabijí. V následujícím souboji musí Ezio ochránit Lorenza. Lorenzo utrpí zranění, ale s Eziovou pomocí se dostane do bezpečí. Tam mu Lorenze nařídí, aby zabil Francesca de' Pazziho, otce Vieriho de' Pazzi. Eziovi se jej podaří zabít a o pár dnů později se Ezio sejde zase Lorenzem. Tam předá Eziovi další kodexovou stránku a zadá mu těžký úkol. Musí najít všechny, kteří se podíleli na smrti jeho bratra. Ti se všichni schovávají v San Gimignanu. Jsou to: Bernardo Baronceli, Antonio Maffei, Francesco Salviatti, Stefano da Bagnone a Jacopo de' Pazzi, otec Francesca a praotec Vieriho. Ezio jede do San Gimignana, kde je všechny zlikviduje. Na závěr se doslechne o tajném setkání Jacopa a dalších přívrženců templářů. Tam se dozví o dalších cílech a setká se s velmistrem řádu Rodrigem Borgiou, svým největším nepřítelem. Jeho novým cílem je Emilio Barbarigo. Ezio musí nakonec odjet do Benátek. Při cestě ho doprovází Leonardo. Jejich vůz byl však napaden Rodrigovými muži. Nakonec se jim podaří přežít a dostanou se do Forlí, odkud odplují do Benátek.
Po příjezdu do Benátek se Ezio rozhodne, že prozkoumá Emiliovu vilu. Přitom si všimne, jak se skupina zlodějů snaží dostat do palazza. Jedna z nich, Rosa, je zraněna šípem a Ezio ji eskortuje s dalšími zloději do bezpečí. V úkrytu se Ezio seznámí s jejich vůdcem Antoniem. Antonio už nějakou dobu plánuje, jak se dostat do vily Emilia a zabít jej, ale protože byla spusta jeho druhů uvězněna, Ezio je musí vysvobodit. Nakonec se mu to podaří a Emilio je zavražděn. Krátce předtím jej viděl Ezio hovořit s neznámým mužem, jak se později dozví, s Carlem Grimaldim, Monacký knížetem. Zloději nakonec zaberou Emiliovu vilu. O pár dnů později mají mít templáři setkání na náměstí svatého Marka. Ezio tam sleduje Carla se Silviem Barbarigem, bratrem Emilia. Tam se setkají s ostatními Templáři, kteří se právě doslechnou o Emiliově smrti. Je mezi nimi i Rodrigo Borgia.Tam vymyslí plán. Carlo Grimaldi má otrávit dožete Giovanni Moceniga. Na jeho místo nastoupí Marco Barbarigo, jeden z dalších Emiliových bratrů. A Silvio s jeho nohsledem Dantem se mají postarat o jakýkoliv odpor. Ezio se proto sejde s Antoniem a proberou plán jak se dostat do Palazzo Ducale, sídla Benátského dožete. Po několika pokusech se jim tam stále nedaří dostat a chtějí to vzdát, ale Ezio si vzpomene, jak mu Leonardo ukazoval jeho prototyp létajícího stroje. Ezio stroj otestuje, ale zřítí se s ním. Leonardo nakonec přijde na to, jak stroj udržet ve vzduchu. Vždycky, když stroj prolétne nad ohněm, zvýší se jeho rychlost i výška. Ezio proto musí nastavit po celých Benátkách ohně. Nakonec se mu podaří vzlétnout a dostat se až do Palazza. Ezio chce na poslední chvíli zachránit dožete, ale je příliš pozdě a Mocenigo umírá na otravu. Mezitím se Eziovi podaří zabít Carla, u nějž najde další kodexovou stránku a uteče. O pár měsíců později je v Benátkách slavný Carnevalle. Ezio je v té době nejhledanějším mužem v Benátkách. Znovu se sejde s Leonardem a ukáže mu novou kodexovou stránku. V ní je návod na sestrojení malé primitivní pistole. Ezio se s ní rychle naučí zacházet a pak se sejde s Antoniem v nevěstinci. Tam se také seznámí se sestrou Teodorou, s níž naplánuje, jak zabít Marca Barbariga. V den vyvrcholení oslav plánuje Marco udělat velký bál, na nějž se může dostat držitel tzv. Zlaté masky, která se dá vyhrát splněním 3 úkolů na karnevalu. Eziovi se podaří všechny úkoly splnit, ale Silvio podplatí organizátora akce a nakonec dostane masku Dante, jeho bodyguard. Ezio mu ji ukradne a odejde na bál. Marco se nachází na lodi, takže jej Ezio zastřelí pomocí své malé pistole. O pár dnů později se setká Ezio znovu s Antoniem a budoucím dožetem, Agostinem Barbarigem, bratrem Marka. Spolu vymyslí, jak eliminovat Silvia a Danta, kteří se ukrývají ve Vojenské čtvrti. K jejich vylákání však potřebují pomoc, a proto osvobodí kondotiéra (vůdce žoldnéřských vojsk) Bartolomea da Alviana z vězení. Spolu pak osvobodí i jeho zajaté vojáky a nakonec se utkají se Silviovými a Dantovi vojáky. Silivo a Dante chtějí utéct na Kypr, ale Ezio je při útěku na poslední chvíli zabije. Když se jich Ezio zeptá proč na Kypr, řeknou mu, že chtěli přivést záhadný artefakt. O pár měsíců později se Ezio dozví, že Rodrigo Borgia přijel do Benátek se záhadným artefaktem. V přístavu vysleduje jeho posla, který jej má ukrýt na jedno tajné místo. Ezio se tam dostane, zabije posla, získá jeho oblek a v převlečení odnese artefakt k Rodrigovi. Ezio se ale prozradí a je nucen s Rodrigem bojovat. Na poslední chvíli ho ale zachrání jeho přátelé Bartolomeo, Antonio, strýc Mário, La Volpe, Paola a Teodora. Ti následně pobijí Rodrigovy muže a podaří se jim utéct. Ezio netuší, že všichni jeho přátelé jsou také asasíni a ještě ten den je Ezio přijmut do řádu. Záhadný artefakt (Úlomek ráje) je nakonec v Eziově držení. O deset let později se mu podaří získat zbytek kodexových stránek. Pomocí Orlího pohledu uvidí mapu s tajnými kryptami. Jedna z nich je i v Římě. Navíc se Rodrigo stal papežem Alexandrem VI. Ezio se s ním utká ve finálním souboji, při kterém je Rodrigo poražen, Ezio jej ale nechá žít. Nakonec pod Sixtinskou kaplí objeví tajemnou kryptu, kde uvidí bohyni Minervu (ve skutečnosti hologram příslušnice První civilizace), která Desmonda varuje před katastrofou, jenž hrozí lidstvu. Ezio to samozřejmě nepochopí. Nakonec se Desmond probere v pravou chvíli. Jejich úkryt byl nalezen a závěrečném souboji se utká Desmond s Warrenem Vidicem, jeho únoscem. Nakonec ale uteče, stejně jako Desmond s ostatními.
Ve hře se objevují i skutečné historické postavy, např. Leonardo da Vinci, Lorenzo I. Medicejský, Niccolò Machiavelli, Cristina Vespucci, Caterina Sforza i papež Alexandr VI.

## DLC, Updaty a Bonusy
K dispozici pro PS3 a X360 verzi je i stahovatelný obsah, a to ve 2 pokračováních (PC verze jej obsahuje od začátku):

### Bitva o Forlì
Příběh zapojuje šlechtice Niccola Machiavelliho a Caterinu Sforza, bojující po boku Ezia, aby ochránili posvátný „Piece of Eden“ před nájezdy bratrů Orsiů a templářů. Hra zahrnuje nové mise, včetně speciální vzpomínky, kdy Ezio může znovu použít létající zařízení od Leonarda da Vinci. Nové mise: 1. Vřelé přijetí; 2. Bodyguard; 3. Udržení pevnosti; 4. Kmotr; 5. Checcomate; 6. Daleko od stromu.

### Ohňostroj marnosti
Tento obsah se opírá o skutečné historické události. Ezio spolupracuje se samotným Machiavellim, aby Florencii zbavil kněze Savonaroly, který se snaží ovládnout město a získat nové příznivce.

### Edice
Kromě samotné hry jsou k mání tři edice:
- Bílá edice - Obsahuje: Hru, bílou figurku Ezia Auditore a jednu novou misi.
- Černá edice - Obsahuje: Hru, černou figurku Ezia, tři nové mise, soundtrack a art book.
- Mistrova edice - Obsahuje: Hru, Bílou figurku Ezia, dvě nové mise, soundtrack artbook a občas i prsten Assassinů.